# Arisaema ovale
Arisaema ovale là một loài thực vật có hoa trong họ Ráy (Araceae). Loài này được Nakai mô tả khoa học đầu tiên năm 1935.